# 拉哇岛
拉哇岛是一个珊瑚岛，位于马来西亚柔佛州丰盛港县东部海岸外16公里处。拉哇岛广受马来西亚游客和新加坡游客的欢迎。游客可以享受未受污染的白色沙滩、海上浮潜和水肺潜水。附近的岛屿包括老虎岛和美西丽岛。丰盛港每日提供渡轮服务来往该岛。
"拉哇"在本地术语是白鸽子，岛上的盛产。
拉哇是一个相对较小的岛屿。那里没有柏油路，只有少数的人行道。岛的另一边覆盖着白色的沙滩，而另一边有一个多岩石垂直的悬崖。海水清澈。有许多海洋和陆地动物，比如鱼类，鱿鱼，水母，章鱼，马来海雕和爬行动物。还有鲨鱼，黑鳍鲨鱼也可以在拉哇海域里发现。拉哇水域是大量珊瑚的繁殖地。岛上只有两家度假村，拉哇旅行者和阿浪拉哇。

## 交通

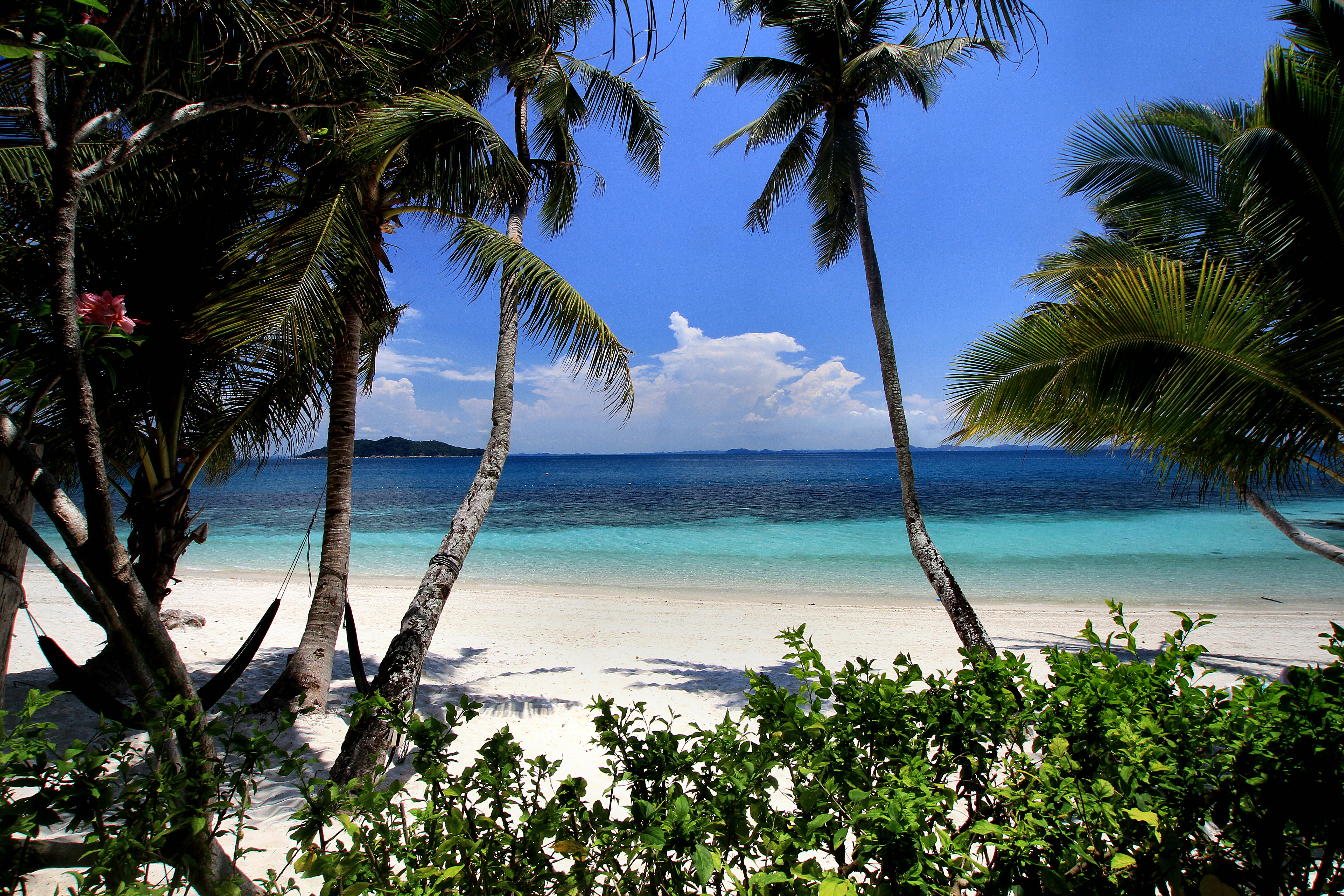
拉哇岛沙滩椰树群

从柔佛州丰盛港小码头搭船前往拉哇岛大约30分钟。